# MetroLink (St. Louis)

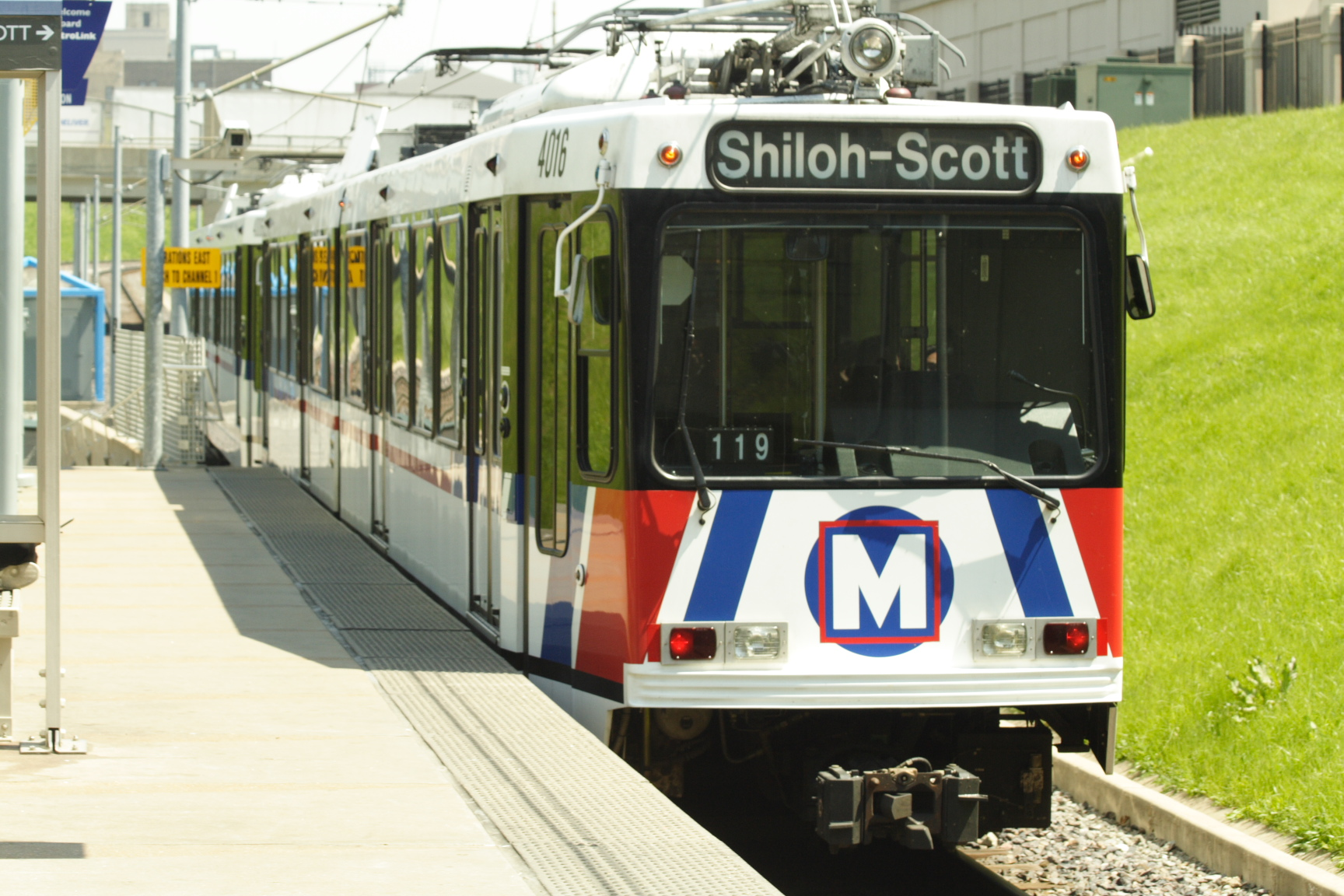
VLT, St. Louis, Missouri

O MetroLink é um sistema de veículo leve sobre trilhos que serve a cidade estadunidense de St. Louis.